# 高齢者の虐待の防止、高齢者の養護者に対する支援等に関する法律
高齢者虐待の防止、高齢者の養護者に対する支援等に関する法律（こうれいしゃぎゃくたいのぼうし、こうれいしゃのようごしゃにたいするしえんとうにかんするほうりつ、英語: Act on the Prevention of Elder Abuse, Support for Caregivers of Elderly Persons and Other Related Matters）は、高齢者の虐待の防止に関する国の責務、虐待を受けた高齢者の保護措置、養護者の高齢者虐待防止のための支援措置を定めた日本の法律である。通称高齢者虐待防止法（こうれいしゃぎゃくたいぼうしほう）。
2006年（平成18年）4月1日より施行された。
この法律は、第1条（目的）にもあるように、高齢者に対する虐待が深刻な状況にあるという認識のもと、議員立法で制定されたものである。
また、28条で、国や地方公共団体の義務として、虐待防止の為に成年後見制度の利用促進義務を定めている。

## 構成
本法は、5章30条及び附則3項から成る。
- 第1章 - 総則
- 第2章 - 養護者による高齢者虐待の防止、養護者に対する支援等
- 第3章 - 介護施設従事者等による高齢者虐待の防止等
- 第4章 - 雑則
- 第5章 - 罰則

## 高齢者虐待の分類
この法律では、虐待を次のように分類している。（第2条）
- 高齢者虐待
  - 養護者による高齢者虐待
    - 身体的虐待 高齢者の身体に外傷が生じ、又は生じるおそれのある暴行を加えること。（2条4項1号イ）
    - ネグレクト 高齢者を衰弱させるような著しい減食又は長時間の放置、養護者以外の同居人によるイ、ハ又はニに掲げる行為と同様の行為の放置等養護を著しく怠ること。（2条4項1号ロ）
    - 心理的虐待 高齢者に対する著しい暴言又は著しく拒絶的な対応その他の高齢者に著しい心理的外傷を与える言動を行うこと。（2条4項1号ハ）
    - 性的虐待 高齢者にわいせつな行為をすること又は高齢者をしてわいせつな行為をさせること。（2条4項1号ニ）
    - 経済的虐待 養護者又は高齢者の親族が当該高齢者の財産を不当に処分することその他当該高齢者から不当に財産上の利益を得ること。（2条4項2号）

  - 養介護施設従事者等による高齢者虐待

## 虐待に関する他の関連法
- 児童虐待防止法 - 2000年
- DV防止法 - 2001年
- 障害者虐待防止法 - 2011年10月1日施行